# Amplified Heart
Amplified Heart è l'ottavo album in studio del gruppo musicale britannico Everything but the Girl, pubblicato nel 1994.

## Tracce
1. Rollercoaster – 3:14
2. Troubled Mind – 3:34
3. I Don't Understand Anything – 4:25
4. Walking to You – 3:30
5. Get Me – 3:34
6. Missing – 4:06
7. Two Star – 4:06
8. We Walk the Same Line – 4:00
9. 25th December – 4:04
10. Disenchanted – 2:03

## Formazione
- Tracey Thorn – voce
- Ben Watt – chitarre, voce, piano, moog
- Danny Thompson – contrabbasso
- Dave Mattacks – batteria
- Kate St. John – corno inglese in Two Star
- Richard Thompson – chitarra in 25th December
- Peter King – sassofono in Disenchanted
- Martin Ditcham – percussioni